# Pollia macrobracteata
Pollia macrobracteata är en himmelsblomsväxtart som beskrevs av Hong De-Yuan. Pollia macrobracteata ingår i släktet Pollia och familjen himmelsblomsväxter. Inga underarter finns listade.